# Elmerimys
Elmerimys — викопний рід гризунів, відомий за скам'янілостями міоцену, знайденими в Африці.